# Beuna (Alt Loira)
Beaune-sur-Arzon és un municipi francès situat al departament de l'Alt Loira i a la regió d'Alvèrnia-Roine-Alps. L'any 2007 tenia 205 habitants.

## Demografia

### Població
El 2007 la població de fet de Beaune-sur-Arzon era de 205 persones. Hi havia 88 famílies de les quals 24 eren unipersonals (20 homes vivint sols i 4 dones vivint soles), 28 parelles sense fills, 28 parelles amb fills i 8 famílies monoparentals amb fills.
La població ha evolucionat segons el següent gràfic:
Habitants censats

### Habitatges
El 2007 hi havia 175 habitatges, 88 eren l'habitatge principal de la família, 60 eren segones residències i 27 estaven desocupats. 172 eren cases i 3 eren apartaments. Dels 88 habitatges principals, 72 estaven ocupats pels seus propietaris i 16 estaven llogats i ocupats pels llogaters; 2 tenien dues cambres, 10 en tenien tres, 26 en tenien quatre i 51 en tenien cinc o més. 61 habitatges disposaven pel capbaix d'una plaça de pàrquing. A 39 habitatges hi havia un automòbil i a 46 n'hi havia dos o més.

### Piràmide de població
La piràmide de població per edats i sexe el 2009 era:
| Homes | Edats   | Dones |
| ----- | ------- | ----- |
| 0     | 95 o +  | 0     |
| 0     | 90 a 94 | 0     |
| 0     | 85 a 89 | 0     |
| 4     | 80 a 84 | 0     |
| 4     | 75 a 79 | 8     |
| 8     | 70 a 74 | 8     |
| 12    | 65 a 69 | 8     |
| 4     | 60 a 64 | 16    |
| 8     | 55 a 59 | 8     |
| 0     | 50 a 54 | 4     |
| 12    | 45 a 49 | 4     |
| 12    | 40 a 44 | 4     |
| 12    | 35 a 39 | 4     |
| 0     | 30 a 34 | 8     |
| 4     | 25 a 29 | 4     |
| 0     | 20 a 24 | 0     |
| 4     | 15 a 19 | 4     |
| 12    | 10 a 14 | 0     |
| 12    | 5 a 9   | 0     |
| 4     | 0 a 4   | 4     |

## Economia
El 2007 la població en edat de treballar era de 126 persones, 85 eren actives i 41 eren inactives. De les 85 persones actives 81 estaven ocupades (45 homes i 36 dones) i 4 estaven aturades (4 dones i 4 dones). De les 41 persones inactives 24 estaven jubilades, 6 estaven estudiant i 11 estaven classificades com a «altres inactius».

### Ingressos
El 2009 a Beaune-sur-Arzon hi havia 93 unitats fiscals que integraven 212 persones, la mediana anual d'ingressos fiscals per persona era de 13.461,5 €.

### Activitats econòmiques
Dels 9 establiments que hi havia el 2007, 1 era d'una empresa alimentària, 2 d'empreses de construcció, 1 d'una empresa de comerç i reparació d'automòbils, 2 d'empreses d'hostatgeria i restauració i 3 d'empreses de serveis.
Els 2 serveis als particulars que hi havia el 2009 eren paletes.
L'any 2000 a Beaune-sur-Arzon hi havia 17 explotacions agrícoles.

## Poblacions més properes
El següent diagrama mostra les poblacions més properes.